# 东风街道 (本溪市)
东风街道，是中华人民共和国辽宁省本溪市溪湖区下辖的一个乡镇级行政单位。2020年，撤销彩北街道，将矿材、彩西、耐火、彩宏、新立、彩新、彩北、新光、彩建9个社区划归东风街道管辖。原东风街道三会厂村划归火连寨街道管辖。

## 行政区划
东风街道下辖以下地区：
东风社区、复兴街社区、郑家街社区、幸福街社区、三会厂村、彩北新村、新合村、新兴村和本溪市东风湖加工区社区。